# Stimulansåtgärd
En stimulansåtgärd är i nationalekonomi och ekonomisk politik en åtgärd för att öka den ekonomiska aktiviteten generellt eller i vissa sektorer. Det kan till exempel göras med hjälp av penningpolitik. Stimulansåtgärder förknippas ofta med keynesianism